# Phyllanthus sublanatus
Phyllanthus sublanatus là một loài thực vật có hoa trong họ Diệp hạ châu. Loài này được Schumach. & Thonn. miêu tả khoa học đầu tiên năm 1827.